# Heaven Avenges
Heaven Avenges è un cortometraggio muto del 1912 diretto da D.W. Griffith.

## Produzione
Il film fu prodotto dalla Biograph Company. Venne girato in California.

## Distribuzione
Distribuito dalla General Film Company, il film - un cortometraggio di una bobina - uscì nelle sale cinematografiche USA il 18 luglio 1912. Il 15 settembre 1912 fu distribuito dalla J.F. Brockliss nel Regno Unito.